# Protective Stadium
Das Protective Stadium ist ein College-Football- und Fußballstadion in der US-amerikanischen Stadt Birmingham im US-Bundesstaat Alabama. Der Bau befindet sich in Downtown Birmingham und grenzt an das Veranstaltungszentrum Birmingham-Jefferson Convention Complex. Es ist die neue Heimspielstätte der Footballmannschaft der UAB Blazers (University of Alabama) sowie des Fußballclubs Birmingham Legion aus der USL Championship (USLC).

## Geschichte
Kurz nachdem die University of Alabama ihr Footballprogramm wieder aufgenommen hatte, gab es 2015 Gespräche zwischen der Universität und der Birmingham Jefferson Civic Centre Authority (BJCC) über einen Stadionneubau auf einem neuerworbenen Gelände des BJCC als Ersatz für das 1927 eingeweihte Legion Field. Der Jefferson County und die Stadt Birmingham unterstützten das Vorhaben. Daraufhin beauftragte die BJCC das weltweit tätige Architekturbüro Populous aus Kansas City mit der Ausarbeitung eines Konzepts für einen Stadionbau auf dem neuen Gelände des BJCC. Am 11. April 2019 wurde bekannt gegeben, dass der Lebensversicherer Protective Life Corporation bis 2034 Namenssponsor des Stadions sein wird. Finanziert wurde die 188 Mio. US-Dollar teure Sportstätte durch die Stadt Birmingham, der University of Alabama und den Unternehmenspartnern der Universität. 2018 begannen die vorbereitenden Arbeiten auf dem Baugelände. Ende 2018 war das Finanzierungsmodell gesichert. Die Architekten von Populous stellten am 18. September 2019 den endgültigen Entwurf des Baus vor. Gegen Ende 2019 wurde mit dem Bauunternehmen Brasfield & Gorrie ein Generalunternehmer gefunden. Der Vertrag wurde am 20. Dezember des Jahres unterzeichnet. Die Bauarbeiten wurden Anfang 2020 aufgenommen und konnten in der zweiten Jahreshälfte 2021 abgeschlossen werden. Die achteckig angeordneten Tribünen sind gänzlich unüberdacht. Die Flutlichtanlage thront auf acht massiven Masten. Am Eingang der südlichen Endzone ist eine 44 × 13 m große Videoanzeigetafel aufgestellt. Die Westtribüne besteht aus einem Unterrang und einem vierstöckigen Bau statt eines Oberrangs. Dieser beherbergt u. a. 34 Logen mit 537 Sitzplätzen, Medienzonen und weitere Einrichtungen. Auf der Gegenseite stehen Ober- und Unterrang zur Verfügung. An den Endzonen befinden sich einstöckige Tribünenreihen. Die Unterränge der Längstribünen verfügen jeweils über 33 Sitzreihen. Die Tribünenecken auf der Ostseite sind höher gebaut als auf der Westseite. Das Stadion bietet 42.000 Plätze, obwohl es 3000 Besucher mehr fassen kann. Dies liegt daran, dass einige Zonen der Arena, wie Club- und Deckbereiche, nicht in der Kapazität enthalten sind. Für die Besucher bietet sich eine Fan-Plaza und komplett umlaufende Gänge mit Essens- und Getränkestände. Den Football- und Fußballspielern stehen fünf Umkleidekabinen zur Verfügung. Die Anlage umfasst mehr als 77.000 m² Fläche. Im Umkreis von zehn Gehminuten stehen 10.000 Parkplätze bereit.
Am 2. Oktober 2021 wurde das Protective Stadium mit der Partie der UAB Blazers gegen die Liberty Flames (12:36) eröffnet.
Das Bowl Game Birmingham Bowl findet seit 2021 im Protective Stadium, von 2006 bis 2020 im Legion Field, statt. Am 28. Dezember 2021 trafen die Houston Cougars auf die Auburn Tigers und siegten mit 17:13. Es war die erste ausverkaufte Veranstaltung im neuen Stadion in Birmingham.
Im November 2019 wurde die High-School-Football-Meisterschaft AHSAA Super 7 der Alabama High School Athletic Association, im jährlichen Wechsel im Dezember mit dem Jordan-Hare Stadium in Auburn (2022, 2026, 2028 und 2032) und dem Bryant-Denny Stadium in Tuscaloosa (2023, 2025, 2029 und 2031), in den Jahren 2021, 2024, 2027 und 2030 an Birmingham mit dem neuen Stadion vergeben.
Des Weiteren sollen ab der Saison 2022 die Partien der acht Teams der neugegründeten United States Football League, neben dem Legion Field, im Protective Stadium ausgetragen werden.
Die Eröffnungs- und die Schlussfeier der World Games 2022 sollen im Juli 2022 im Protective Stadium stattfinden.